# 1204 Renzia
1204 Renzia eller 1931 TE är en asteroid i huvudbältet, som upptäcktes 6 oktober 1931 av den tyske astronomen Karl Wilhelm Reinmuth i Heidelberg. Den har fått sitt namn efter astronomen Franz Robert Renz. Den korsar Mars omloppsbana.